# Khuang Abhaiwongse

Khuang Aphaiwong

Khuang Aphaiwong (17 de maio de 1902 - 15 de março 1968); em tailandês:  ควง อภัยวงศ์, também escrito Kuang Abhaiwong ou Abhaiwongse; foi três vezes primeiro-ministro da Tailândia: a partir de agosto de 1944-1945, de janeiro a maio de 1946, e de novembro 1947 a abril de 1948.

## Primeiro mandato
Em 1º de agosto de 1944, o Parlamento elegeu o primeiro-ministro, depois dos planos de Plaek Pibulsonggram (Pibul) para mover a capital para Phetchabun não conseguir obter a aprovação suficiente. Khuang  foi o candidato de compromisso entre os partidários de Pibul e o oposicionista Forças Tailandesas Livres.
Aparentemente ele continuou cooperando  com os japoneses que tinham factualmente ocupado a Tailândia durante a guerra. Ao mesmo tempo, ele protegeu o movimento da Forças Tailandesas Livres que colaboravam ativamente com o avanço dos Aliados. Ele renunciou em 31 de agosto de 1945 após a retirada japonesa.

## Segundo mandato como primeiro-ministro
Em 1946 ele foi um dos fundadores do Partido Democrata, e se tornou seu primeiro líder. As quartas eleições nacionais em 06 de janeiro de 1946 foram ganhas pelo seu partido, ele assumiu um segundo mandato como primeiro-ministro a partir de 31 de janeiro. Apenas 45 dias depois, em 24 de Março, o seu governo perdeu um voto de não-confiança no Parlamento e ele renunciou.

## Terceiro mandato como primeiro-ministro
Ele tornou-se primeiro-ministro pela terceira vez em 10 de novembro 1947, após um golpe de Estado liderado pelo Marechal de Campo Phin Chunhawan. No entanto, os líderes do golpe não ficaram satisfeitos com o desempenho do governo de Khuang e obrigaram-no a demitir-se em 8 de abril de 1948. Khuang continuou na política como líder da oposição e líder do Partido Democrata até que todos os partidos políticos foram proibidos em 1958. Sua esposa, Khunying Lekha Aphaiwong, foi nomeada senador em 1949, tornando-se uma das primeiras mulheres na política da Tailândia.
Khuang morreu em 15 de março de 1968, aos 66 anos.